# Molippa ninfa
Molippa ninfa är en fjärilsart som beskrevs av William Schaus 1921. Molippa ninfa ingår i släktet Molippa och familjen påfågelsspinnare. Inga underarter finns listade i Catalogue of Life.